# Randy Exelby
Randy Alan Exelby, född 13 augusti 1965, är en kanadensisk före detta professionell ishockeymålvakt som tillbringade två säsonger i den nordamerikanska ishockeyligan National Hockey League (NHL), där han spelade för ishockeyorganisationerna Montreal Canadiens och Edmonton Oilers. Han släppte in i genomsnitt 4,77 mål per match och hade en räddningsprocent på .833 samt höll nollan (inte släppt in ett mål under en match) inte en enda gång på två grundspelsmatcher. Resch spelade också på lägre nivåer för Canadiens de Sherbrooke och Springfield Indians i American Hockey League (AHL), Louisville Icehawks i ECHL, Phoenix Roadrunners och Kansas City Blades i International Hockey League (IHL) och Lake Superior State Lakers (Lake Superior State University) i National Collegiate Athletic Association (NCAA).
Han blev aldrig draftad.
Efter spelarkarriären driver han en sportutrustningskedja och en målvaktskola i Phoenix i Arizona och han är far/morbror till ishockeyspelaren Kyle Capobianco som tillhör just delstatens egna NHL-lag Arizona Coyotes.